# Reichsgruppe Energiewirtschaft
Die Reichsgruppe Energiewirtschaft war zur Zeit des Nationalsozialismus im Deutschen Reich eine der sieben administrativ nach Wirtschaftszweigen gegliederten Reichsgruppen, die der Reichswirtschaftskammer untergeordnet waren.

## Geschichte
Die Reichsgruppe Energiewirtschaft war mit dem „Gesetz zur Vorbereitung des organischen Aufbaus der deutschen Wirtschaft“ vom 27. Februar 1934, dem sogenannten „Wiederaufbaugesetz“ legitimiert worden. Die deutschen Nationalsozialisten ordneten damit das bisher freie Verbandswesen der Wirtschaft dem Staat, hier speziell dem Reichswirtschaftskammer, unter. § 1 des Gesetzes ermächtigte den Reichswirtschaftsminister, bestimmte Wirtschaftsverbände als Alleinvertreter ihres Wirtschaftszweiges anzuerkennen, Wirtschaftsverbände zu errichten, aufzulösen oder sie miteinander zu vereinigen, die Satzungen und Gesellschaftsverträge von Wirtschaftsverbänden zu ändern oder zu ergänzen, insbesondere das Führerprinzip einzuführen, die Führer von Wirtschaftsverbänden zu bestellen oder zu entlassen und Unternehmer sowie Unternehmungen auch ohne deren Zustimmung an Wirtschaftsverbände anzuschließen.
Von der Reichsgruppe wurde die deutsche Energiewirtschaft einheitlich organisiert und alle Vorhaben von Firmen der Elektrizitätsversorgung sowie Gas- und Wasserwirtschaft kontrolliert.
1938 wurde der Zuständigkeitsbereich der Reichsgruppe auf den Reichsgau Sudetenland, 1939 auf Österreich und im Krieg auf die deutsch besetzten Gebiete ausgedehnt.
Im Jahre 1941 wurde die Reichsgruppe Energiewirtschaft dem neu geschaffenen Generalinspektor für Wasser und Energie unterstellt. Mit der Kapitulation Deutschlands am Ende des Zweiten Weltkrieges 1945 war deren endgültige Auflösung verbunden.

## Gliederung
Die Reichsgruppe war in die beiden Wirtschaftsgruppen Elektrizitätsversorgung und Gas- und Wasserversorgung untergliedert.

## Bekannte Mitarbeiter
- Carl Krecke (1885–1938), Leiter
- Waldemar Rienäcker (1895–nach 1968), Wirtschaftsgruppenleiter und Beirat
- Wilhelm Zschintzsch (1894–1972), Wirtschaftsgruppenleiter
- Karl Dolzmann (1893–nach 1963), Abteilungsleiter